# Louvigny (Sarthe)
Louvigny település Franciaországban, Sarthe megyében. Lakosainak száma 175 fő (2022. január 1.). Louvigny Livet-en-Saosnois, Saint-Rémy-du-Val, Thoiré-sous-Contensor, Ancinnes, Grandchamp, Les Mées és Rouessé-Fontaine községekkel határos.

## Népesség
A település népességének változása:
| Lakosok száma | 194  | 189  | 188  | 176  | 175  | 172  | 169  | 172  | 175  |
|               | 2013 | 2015 | 2016 | 2017 | 2018 | 2019 | 2020 | 2021 | 2022 |